# Elecciones presidenciales de Estados Unidos de 1868
Las elecciones presidenciales de Estados Unidos de 1868 fueron las primeras elecciones presidenciales que tuvieron lugar durante la Reconstrucción. Tres de los antiguos estados confederados (Texas, Misisipi y Virginia) no se habían restaurado en la Unión y por lo tanto no podían votar en las elecciones.
El actual presidente, Andrew Johnson (quien había ascendido a la Presidencia en 1865, tras el asesinato del presidente Lincoln), no tuvo éxito en su intento de recibir la nominación presidencial del Partido Demócrata por haber alienado a tantas personas y no haber construido una base política. En cambio, los demócratas nominaron a Horatio Seymour como candidato presidencial. El Partido Republicano nominó al héroe de guerra, el general Ulysses S. Grant, uno de los hombres más populares en el Norte, debido a su esfuerzo para ganar la Guerra de Secesión.
Aunque Seymour proporcionó consiguió competir con Grant en el voto popular, no obtuvo suficientes votos electorales. El voto popular estuvo ajustado, a pesar de las subvenciones sobre todo por la popularidad de Grant en el Norte y la del Partido Demócrata en el Sur.